# Borek (Ostrzeszów)
Borek – dawne miasto (1563–1793), od 1793 część Ostrzeszowa, miasta w województwie wielkopolskim, w Kaliskiem, na ziemi wieluńskiej, na Wzgórzach Ostrzeszowskich, w powiecie ostrzeszowskim, w gminie Ostrzeszów.
Borek figuruje jako miasto w latach 1563–1793. Skupiał on głównie ludność wyznania mojżeszowego. Status miasta utracił po przejściu regionu kaliskiego pod panowanie Prus w związku z II rozbiorem Polski, a po utracie statusu miasta w 1793 roku został włączony do pobliskiego Ostrzeszowa. Miasto posiadało własny herb.
Do dziś zachował się obszerny prostokątny rynek (150 × 80 m), zwany obecnie Placem Borek, oraz sieć otaczających go ulic. Obecny Borek stanowi zachodnią część centrum miasta, odległą zaledwie o 250 m od ostrzeszowskiego rynku (przez ulice: Daszyńskiego, Targową i Sikorskiego). Przestrzeń rynku nie jest obecnie przejrzysta, ponieważ zabudowano ją różnymi pawilonami handlowymi. Przy rynku znajduje się m.in. kino i teatr „Piast” oraz szereg zabytkowych kamienic i domów.